# Arkadaki járás

Az Arkadaki járás a Szaratovi területen

Az Arkadaki járás (oroszul: Аркадакский муниципальный район) Oroszország egyik járása a Szaratovi területen. Székhelye Arkadak.

## Népesség
- 1989-ben 33 525 lakosa volt.
- 2002-ben 31 131 lakosa volt.
- 2010-ben 26 236 lakosa volt, melyből 24 768 orosz, 213 ukrán, 212 csuvas, 198 örmény, 144 azeri, 98 tatár, 75 lezg, 63 moldáv, 47 fehérorosz, 43 cigány, 41 csecsen, 25 német, 24 mordvin, 14 mari, 12 üzbég, 11 kazah, 10 tadzsik, 9 avar, 9 grúz, 8 dargin, 6 tabaszaran, 3 baskír, 3 udmurt, 2 zsidó, 104 egyéb, 94 nem nyilatkozott. Az adatok a város lakosságát is magukba foglalják.